# Лена (Ядринський район)
Ле́на (рос. Лена, чув. Ленăяль) — селище у Чувашії Російської Федерації, у складі Малокарачкінського сільського поселення Ядринського району.
Населення — 5 осіб (2010; 10 в 2002, 20 в 1979, 25 в 1939, 7 в 1927. У національному розрізі у селищі мешкають чуваші.

## Історія
Селище утворилось 1926 року як хутір Ештек, з 1935 року — хутір Ештеккарем, з 1940 року — виселок Лена, з 1948 року має статус селища. 1930 року створено колгосп «Ворошилов», пізніше перейменований у «Лена». До 1927 року перебував у складі Малокарачкінської волості Ядринського повіту, а з переходом на райони 1927 року — спочатку у складі Татаркасинського (до 1939 року), потім Сундирського (до 1962 року) та Ядринського районів.